# Шашкевич Антін
Антін Шашкевич (1813, Бичева, Літинський повіт, Подільська губернія — березень 1880, Кунисівці) — український поет І-ї половини XIX ст., автор слів пісні «Там, де Ятрань круто в'ється».

## Родина
Про батька поета Іван Франко писав так:

| Його батько Граціян Шашкевич брав участь у повстаню Костюшка і жив у своїм дїдичнім селї Бічовій, Лїтинського повіту, Подільської губернїї. Замолоду авантурник і паливода, він пізнїйше був дуже популярний серед шляхти за свою веселість, був шляхетським маршалком та мировим судією, а на старости літ віддав ся зовсім богомільству. Вмер у пізній старости. |
Мати — з дому Хлопіцка.

## Біографічні відомості
Народився 1813 року в Бичевій. Здобув гарну освіту.

### Участь у Польському повстанні
у 18-річному віці розпочав військову кар'єру ад'ютантом командувача кінного відділу містечка Краснополя Кароля Ружицького під час Польського повстання 1830—1831 років. Шашкевич відзначився відвагою і знанням терену, зробив значний внесок до успіху невеличкого відділку повстанців, який протягом чотирьох тижнів пройшов понад 130 миль із краю, обсадженого російськими військами до Замостя в Королівстві Польському, кілька разів побивши російські військові відділи та набравши чимало воєнної здобичі та бранців. Під час цього рейду Шашкевич був поранений у гомілку і відзначений «золотим хрестом».
Остання битва, в якій Шашкевич брав участь, — битва під Ілжавою 9 серпня 1831 року. Тут він переміг, збивши з коня, російського підполковника Гевеса, але, кинувшись потім у погоню самостійно на цілий «швадрон драгунів», Шашкевич був відрізаний від своїх, оточений ворогами і зазнав тяжкої рани «в карк від вуха до вуха», від якої впав з коня. Його товариші думали, що він загинув, одначе потім знайшли його живого. Кінця повстання він уже не бачив, бо перебував у шпиталі.
Після поразки повстання емігрував до Галичини, де продовжив лікувати рани; потім поїхав до Угорщини, де його приймали з почестями і дали почесний дар — коня в угорській збруї.
Ти часом його рідня в Російській імперії за великі кошти та завдяки тому, що Антін під час повстання був неповнолітнім, виклопотала йому амністію. 1833 року він повернувся у рідне село, але мусив свій «повстанський героїзм» спокутувати в'язницею в фортеці.

### Король «балагулів»
На початку 1840 років Шашкевич став душею — «королем» так званих «балагулів» — шляхетської молоді, яка буянила і викидала всілякі коники на шляхах та ярмарках. У правдивого «балагули» мусила бути проста бричка, обшита лубом і вистелена соломою, і четверо сильних коней, але на вигляд чим гірші, тим оригінальніші. Візником був сам «балагул» з люлькою в зубах, одягнений у гуньку, або свитку, із грубого сукна, підперезаний черкеським поясом і в широких шкіряних штанях. Зимою вдягали баранячу шапку, а влітку шкіряного кашкета, а на тіло, крім шкіряних штанів, — тільки сорочку. «Балагули», протестували проти виключної «францущизни» в панських домах і вживали тільки українську мову. Поширилася «балагульщина» на Поділлі, Волині та правобережній Київщині.
Між своїми товаришами Шашкевич мав прізвисько «Шашка», окрім нього знаними балагулами були «віце-король» Владислав Падлєский і ад'ютант Адам Вилєжиньский.
Польський мемуарист Бобровский так описує зверхню поставу А. Шашкевича:
| Зовсім негарний з лиця, дуже сильний і зручний, наділений великими вродженими здібностями міг би був певно робити щось ліпше, ніж королювати над балагулами. |
Закінчилося Шашкевичеве «королівство» досить несподіваною пригодою. За наказом Київського генерал-губернатора його заарештували і відпровадили до Києва.
| Бібіков із грізним виглядом звернувся до Шашкевича: — То це ви король «балагулів»? Шашкевич не знітився, відповів просто, подаючи свою нагайку, яку мав при собі невідступно: — Ваша ексцеленція заволоділи моєю державою. Складаю своє берло до стіп вашого превосходительства. Ця відповідь розвеселила Бібікова, і він звелів звільнити Шашкевича. |

### Наступні роки
Після того А. Шашкевич оженився і почав таке ж благопристойне життя, проти якого недавно бунтував. Так тяглося до 1863 року. Коли у Варшаві знову вибухнуло повстання, Шашкевич віддав своїх трьох синів генералові Е. Ружицькому, синові того К. Ружицького, під керівництвом якого сам брав участь у повстанні 1831 року, а після його поразки подався за синами в еміграцію, в Галичину, оскільки його власність було конфісковано.
Помер у березні 1880 року в с. Кунисівці біля Городенки (нині — Івано-Франківська область).

## Творчість
Свої вірші писав, наслідуючи українські народні пісні.
Уперше пісня його авторства «Там, де Ятрань круто в'ється» з'явилася у збірнику «Руський співаник», укладеному в 1888 році та виданому у Львові.
У 1890 році у Кракові на десятий рік після смерті Антіна Шашкевича вийшла збірка його творів. У цій збірці було вміщено 20 його творів, в тому числі й один із повних варіантів пісні «Над Ятранню». У вступній статті йшлося, що цей вірш Шашкевича і послужив для створення різних варіантів народної пісні.